# Gmina Mierzęcice
Die Gmina Mierzęcice ist eine Landgemeinde im Powiat Będziński in der Woiwodschaft Schlesien in Polen. Ihr Sitz ist das gleichnamige Dorf mit etwa 2800 Einwohnern.

## Geographie
Die Gemeinde liegt etwa 20 Kilometer nördlich von Katowice und zehn Kilometer nördlich der Kreisstadt Będzin. Nachbargemeinden sind Bobrowniki, Dąbrowa Górnicza, Ożarowice, Psary und Siewierz.
Zu den Fließgewässern gehört die Czarna Przemsza (Schwarze Przemsa), die im Osten der Gemeinde bei Przeczyce zum Stausee Zalew Przeczycko-Siewierski aufgestaut wird.

## Geschichte
Die Landgemeinde wurde 1973 aus verschiedenen Gromadas wieder gebildet. Ihr Gebiet kam 1950 von der ehemaligen Woiwodschaft Schlesien zur Woiwodschaft Katowice, diese wurde 1975 im Zuschnitt stark verkleinert. Zum 1. Januar 1999 kam die Gemeinde zur Woiwodschaft Schlesien und erstmals zum Powiat Będziński.

## Gliederung
Zu der Gemeinde gehören folgende Dörfer mit zehn Schulzenämtern (sołectwa), mit Einwohnerzahlen (Stand: 31. Dezember 2019):
- Boguchwałowice, 950
- Mierzęcice I & II, 1246 & 706
- Mierzęcice Osiedle, 820
- Najdziszów, 185
- Nowa Wieś, 813
- Przeczyce, 1422
- Sadowie, 432
- Toporowice, 941
- Zawada, 191

## Politik

### Gemeindevorsteher
An der Spitze der Stadtverwaltung steht der Gemeindevorsteher. Dies ist seit 2015 Grzegorz Podlejski. Die turnusmäßige Wahl im April 2024 führte zu folgenden Ergebnis:
- Grzegorz Podlejski (Wahlkomitee Grzegorz Podlejski) 53,8 % der Stimmen
- Teresa Banaś (Wahlkomitee „Gemeinsam für die Gemeinde“) 46,2 % der Stimmen

Damit wurde Amtsinhaber Podlejski bereits im ersten Wahlgang wiedergewählt.
Die turnusmäßige Wahl im Oktober 2018 führte zu folgenden Ergebnis:
- Grzegorz Podlejski (Wahlkomitee Grzegorz Podlejski) 59,9 % der Stimmen
- Anna Jaskólska (Wahlkomitee „Anna Jaskólska – Mit Wirkung für die Gemeinde“) 40,1 % der Stimmen

Damit wurde Amtsinhaber Podlejski bereits im ersten Wahlgang wiedergewählt.

### Gemeinderat
Der Gemeinderat umfasst 15 Mitglieder, die in Einpersonenwahlkreisen direkt gewählt werden. Die Wahl im April 2024 führte zu folgendem Ergebnis:
- Wahlkomitee Grzegorz Podlejski 53,4 % der Stimmen, 11 Sitze
- Wahlkomitee „Gemeinsam für die Gemeinde“ 46,6 % der Stimmen, 4 Sitze

Die Wahl im Oktober 2018 führte zu folgendem Ergebnis:
- Wahlkomitee Grzegorz Podlejski 51,4 % der Stimmen, 8 Sitze
- Wahlkomitee „Anna Jaskólska – Mit Wirkung für die Gemeinde“ 47,3 % der Stimmen, 7 Sitze
- Übrige 1,3 % der Stimmen, kein Sitz

## Verkehr
Die Schnellstraße S1 und die Landesstraße DK78 führen durch die Gemeinde.
Ein kleinerer Teil des Flughafens Katowice liegt auf im Nordwesten auf Gemeindegebiet.
Der Personenverkehr auf der Bahnstrecke Tarnowskie Góry–Zawiercie mit dem Bahnhof Mierzęcice Zawerciańskie wurde 1975 eingestellt.